# Большой пёстрый дятел
Большо́й пёстрый дя́тел, или пёстрый дя́тел (лат. Dendrocopos major) — птица, достаточно крупный и один из наиболее известных представителей семейства дятловых. Населяет самые разнообразные лесные ландшафты Палеарктики от Канарских островов и северо-западной Африки к востоку до Камчатки и Японии, причём почти везде является обычным, многочисленным видом. Нередко селится в пределах населённых пунктов — в старых садах, парках, на кладбищах. Как правило, ведёт оседлый образ жизни и лишь на северной периферии ареала в неблагоприятные в кормовом отношении годы совершает массовые кочёвки-инвазии в соседние регионы.
Дятел играет важную роль в экологии леса, оставляя выдолбленные им дупла для других гнездящихся в них мелких птиц, таких как синицы и мухоловки. Кроме того, он в большом количестве поедает лесных вредителей — тлю, гусениц бабочек и питающихся древесиной насекомых — усачей, златок, короедов, муравьёв и многих других. Если весной и летом основу рациона составляют животные корма, то осенью и зимой птица переключается на растительную пищу. В лесах с хвойными породами деревьев их основной корм — семена сосны, ели и лиственницы. Для долбления шишек используется «кузница», специально отведённое место — развилка дерева, щель в коре или отверстие, проделанное дятлом, в которое вставляется шишка. В южных широколиственных лесах дятлы употребляют в пищу орехи и плоды косточковых растений.
Сезон размножения с конца марта по июнь. Строительству гнезда предшествует шумное демонстративное поведение птиц, сопровождаемое криками, «барабанной» дробью и брачными играми. В кладке обычно 5—7 блестящих белых яиц. Насиживают поочерёдно обе птицы около двух недель. Птенцов поначалу не слышно, но ближе к вылету они становятся крикливыми и высовываются из гнезда. Вылет молодых в июне в возрасте около 3 недель.

## Описание

### Внешний вид

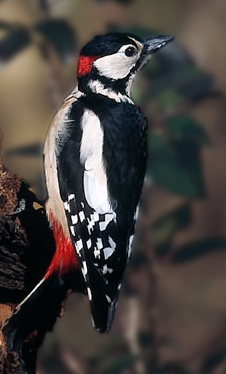
Самец с красной перевязью на затылке

Размером с дрозда. Длина 22—27 см, размах крыльев 42—47 см, масса 60—100 г. В окрасе преобладание чёрных и белых тонов, которые в сочетании с ярко-красным (у отдельных подвидов — розовым) подхвостьем и придают птице пёстрый вид. Верх головы, спина и надхвостье чёрные с синеватым блеском. Лоб, щёки, плечи и брюхо буровато-белые; последнее в зависимости от района обитания может быть светлее либо темнее, варьируя от чисто белого до буроватого или почти шоколадного. На плечах развиты большие белые поля, между которыми проходит чёрная спинная полоса. Маховые чёрные с широкими белыми пятнами, которые на сложенном крыле образуют пять поперечных светлых полос. Хвост чёрный, за исключением двух крайних рулевых перьев, которые белого цвета. Радужина каряя либо красная, клюв свинцово-чёрный, ноги тёмно-бурые. От основания клюва к боковой части шеи, а затем вбок к чёрному зашейку тянется хорошо заметная чёрная полоса — «усы», окаймляя белую щёку.

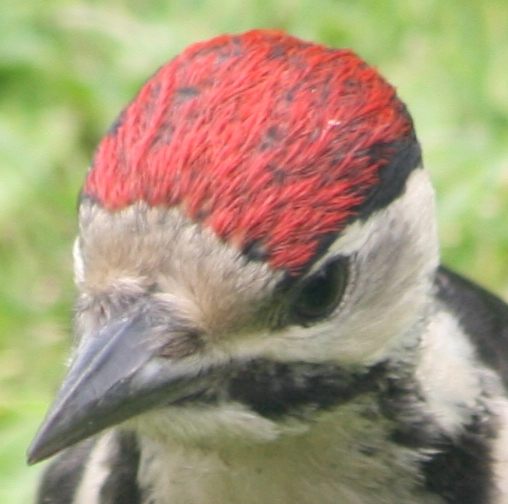
У молодых птиц обоих полов «красная шапочка» на темени

Самец отличается от самки красной поперечной полосой на затылке. У молодых птиц вне зависимости от пола темя красное с чёрными продольными штрихами. В остальном молодые отличий в окрасе оперения от взрослых не имеют. Хвост средней длины, заострённый и очень жёсткий, так как служит главным образом опорой при лазании птицы по стволу дерева. Дятел хорошо и быстро летает, однако во всех случаях предпочитает лазать по стволу дерева, пользуясь крыльями лишь для перелёта на соседнее дерево.

### Сравнение со схожими видами
Обычно сравнивают большого пёстрого дятла с сирийским и белокрылым дятлами, имеющими наиболее схожий рисунок оперения. У сирийского дятла линия «усов» не доходит до зашейка, как у большого пёстрого; там где у последнего два белых пятна, разделённых чёрной линией, у сирийского лишь одно сплошное. Кроме того, у сирийского дятла бока головы более светлые, подхвостье розоватое (но не красное), на крайних рулевых развито лишь несколько белых пятнышек. Белокрылый дятел несколько мельче, имеет более слабый клюв; у него значительно больше развит белый цвет на лопатках и крыльях, красный в нижней части тела более насыщенный. У белоспинного дятла, как понятно из названия, белая нижняя часть спины, а также розовое подхвостье и отсутствуют чёрные штрихи на боках. Малый пёстрый дятел значительно мельче большого, также, как и белоспинный, выделяется белой спиной, а также белым подхвостьем. У трёхпалого дятла белая продольная полоса на спине и отсутствие красных отметин (шапочка самца окрашена в лимонно-жёлтый цвет).
|                                                                        |  |  |  |
| Схожие виды — сирийский, белоспинный, белокрылый и малый пёстрый дятлы |  |  |  |

### Изменчивость

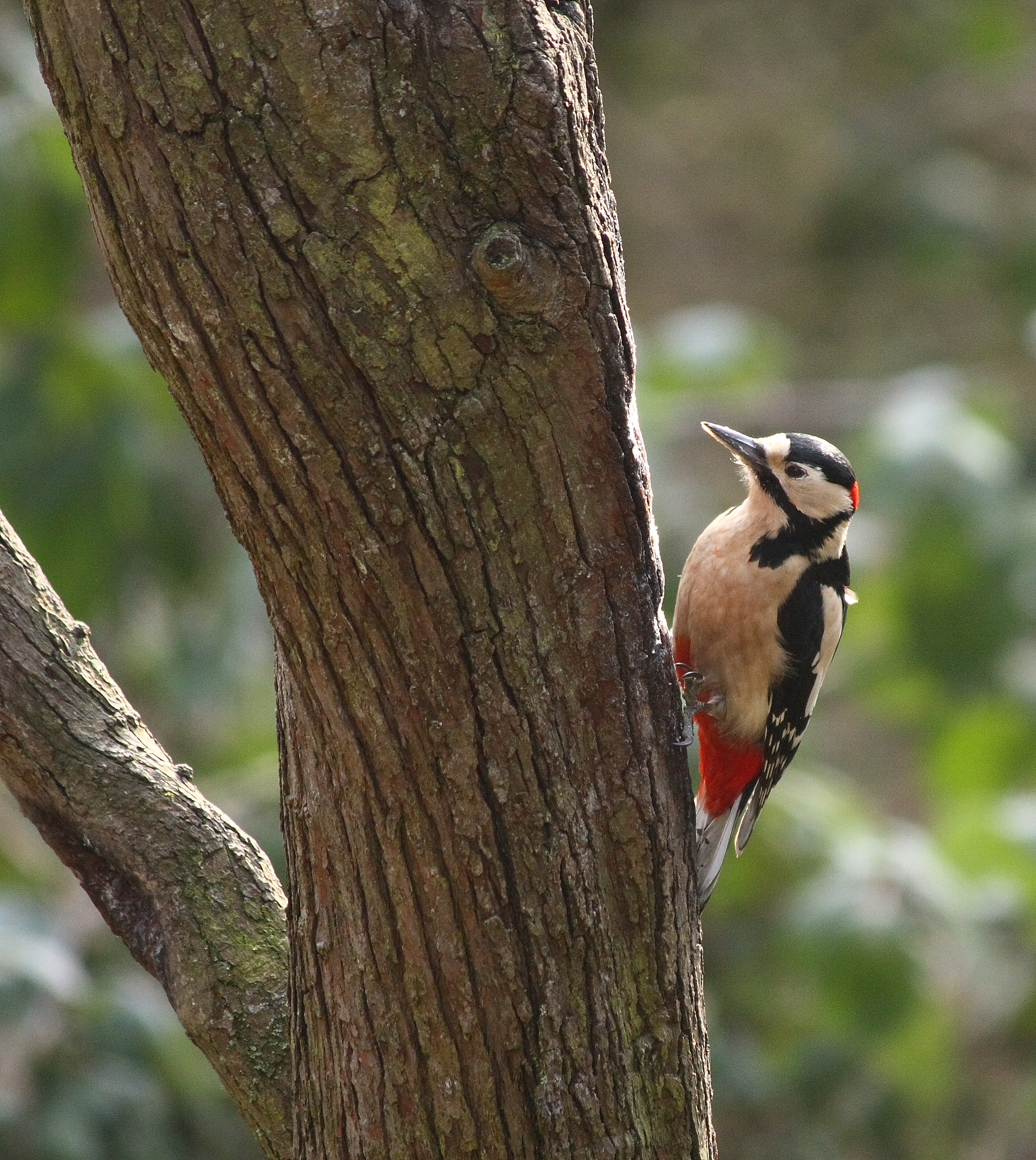
Подвид D. m. pinetorum с более тёмным розоватым брюхом

Подвидовая систематика в целом разработана недостаточно, разные авторы выделяют от 14 до 26 географических рас. Изменчивость проявляется в степени развития и тональности светлой окраски на нижней стороне тела, а также в деталях рисунка оперения, в общих размерах и пропорциях. Некоторые авторы при определении подвида также используют величину клюва, которая скорее зависит от характера питания конкретной особи, нежели чем от географического положения популяции. В общем случае можно сказать, что северные расы крупнее, имеют более короткий и сильный клюв, более светлое оперение брюха.
Чёткая граница между ареалами подвидов зачастую отсутствует, поскольку для вида характерно постепенное, «клиновое» изменение признаков с севера на юг и с запада на восток. Из особенностей можно отметить чёрную с красными пестринами поперечную полосу на груди у североафриканского подвида numidus, редукцию лопаточных белых полей и красное пятно на груди у китайской расы cabanisi . Последнюю иногда выделяют в отдельный вид. Большой пёстрый дятел изредка образует гибридные формы с сирийским, белокрылым и белоспинным дятлами. Список подвидов, их распространение и морфологические особенности приведены в разделе «Классификация и подвиды».

### Голос
Достаточно крикливая птица. Его голос можно услышать в любое время года и по самым разным поводам, будь то брачное возбуждение, территориальный спор, испуг или демонстрация гнезда. Зимой возрастающая активность дятла часто сопровождает процесс дробления шишек, зажатых в качестве «наковальни» в щели коры. Вокализация самцов и самок друг от друга не отличается, хотя самцы в целом кричат чаще и интенсивнее. Наиболее часто можно услышать резкое и отрывистое «кик» с некоторыми модификациями. Временами взволнованная птица издаёт этот звук быстро несколько раз, в результате чего он превращается в стрекочущее «ки-ки-ки…» или «кр-кр-кр…». С середины января до конца июня, а также иногда в сентябре крики часто сопровождает «барабанная дробь», которая представляет собой своеобразную трель от вибрации сухого сука под быстрыми ударами клюва. Эта трель также является важным средством общения между птицами. Дробь у большого дятла очень короткая, длится порядка 0,6 секунд и состоит из 12—13 ударов, которые сливаются в единый звук; отдельные удары практически неразличимы. По этому признаку, а также по тому, что дробь начинается громко, а затем быстро затухает, можно распознать большого пёстрого дятла издалека, даже не видя его. В хорошую погоду дробь слышно на расстоянии до 1,5 км от птицы.

## Распространение

### Ареал

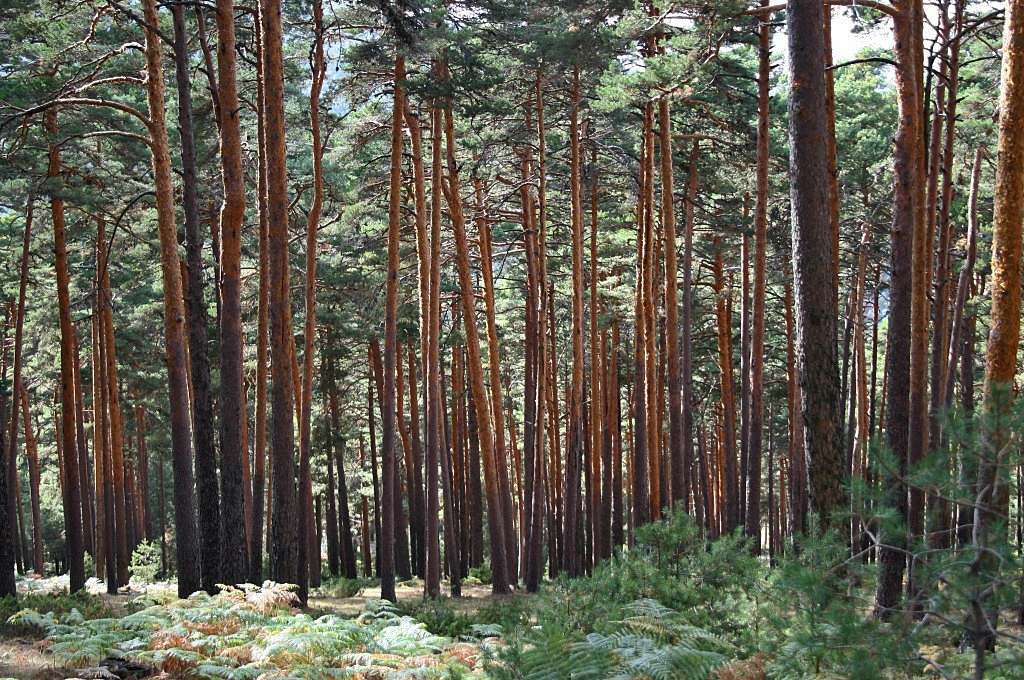
Одно из излюбленных мест обитания большого пёстрого дятла — сосновый бор

Область распространения охватывает большую часть Палеарктики. В Африке обитает на севере Алжира и Туниса к югу до Большого Атласа, в Марокко и на Канарских островах Тенерифе и Гран-Канария. В Европе распространён почти повсеместно, за исключением Ирландии, высокогорных районов, севера Скандинавии и российского Заполярья, а также степной зоны Украины и юга России. В южной части Балканского полуострова и в Малой Азии встречается спорадически в гористой местности. На островах Средиземного моря отмечен на Сицилии, Корсике и Сардинии. Большой изолированный участок имеется на Кавказе, в Закавказье и Северном Иране на территориях, прилегающих к Каспийскому морю.
В Скандинавии, Финляндии и на Кольском полуострове встречается до границ древесной растительности, в европейской части России к северу до Соловецких островов, восточного побережья Белого моря, долины Сёмжи (полуостров Канин), низовьев Печоры, в районе Урала к северу до 67° с. ш. В Западной Сибири отмечен к северу до 66° с. ш., в долине Енисея до 68° с. ш., до северной части бассейна Нижней Тунгуски, в бассейне Лены до 65° с. ш. Восточнее северная граница ареала опускается к северному побережью Гижигинской губы. На Камчатке гнездится к северу примерно до 62-й параллели. Населяет Сахалин, южные Курильские и японские острова Хоккайдо, Хонсю, Цусима и Тоби.
На Украине гнездится к югу до широты города Днепр. В европейской части России встречается в горном Крыму, к югу до низовьев Дона, дельты Волги, долины Урала в районе 49-й параллели. Восточнее южная граница ареала проходит через территорию Казахстана — долину Илека на западе, район Павлодара, Казахский мелкосопочник, Зайсанскую котловину. Изолированный участок имеется к востоку от озера Балхаш в Джунгарском Алатау. В Монголии и Западном Китае область распространения охватывает пространство к югу до хребта Боро-Хоро, Восточного Тянь-Шаня, Хангая, Хэнтэя и Большого Хингана. Восточнее южная граница ареала резко уходит к югу и через центральные и восточные районы Китая достигает северной части Индокитая, китайских провинций Юньнань и Хайнань, а также северного Лаоса.

### Места обитания
В выборе мест обитания чрезвычайно пластичен, приспосабливается к любым биотопам, где есть деревья — от северной тайги до небольших лесистых островков, садов и парков. Тем не менее, плотность расселения не везде одинакова; в различных регионах птицы могут отдавать предпочтение тем или иным типам леса. В Северной Африке селится в оливковых и тополиных рощах, в кедровниках, сосняках, широколиственных и смешанных лесах с участием дуба пробкового. В Польше наибольшей численности достигает в ольхово-ясеневых и дубово-грабовых рощах. Охотно селится в парках и лесопарках с изобилием старых деревьев, в садах. На северо-западе России обычен и многочислен в самых различных типах леса — в сухих борах, в заболоченных ельниках, в темнохвойных, смешанных и широколиственных лесах. Не сторонится человека и нередко встречается даже в крупных городах: например, в Санкт-Петербурге птицы гнездятся в Михайловском саду, в парке Лесотехнической академии, в Сосновском лесопарке и на кладбищах. На Урале и в Сибири отдаёт предпочтение смешанным и хвойным лесам, особенно с доминированием сосны, однако избегает сплошного тёмного леса и мелколесий. На Дальнем Востоке населяет предгорные и горные широколиственные и кедрово-широколиственные леса. На севере Мьянмы отмечен среди зарослей ольхи и рододендрона, в Японии — обычен в лиственных, хвойных и смешанных лесах. Вне сезона размножения кочующие в поисках корма птицы могут появиться и в нетипичных для них биотопах, например, в зарослях тундровых и степных кустарников, в тростниковых крепях.

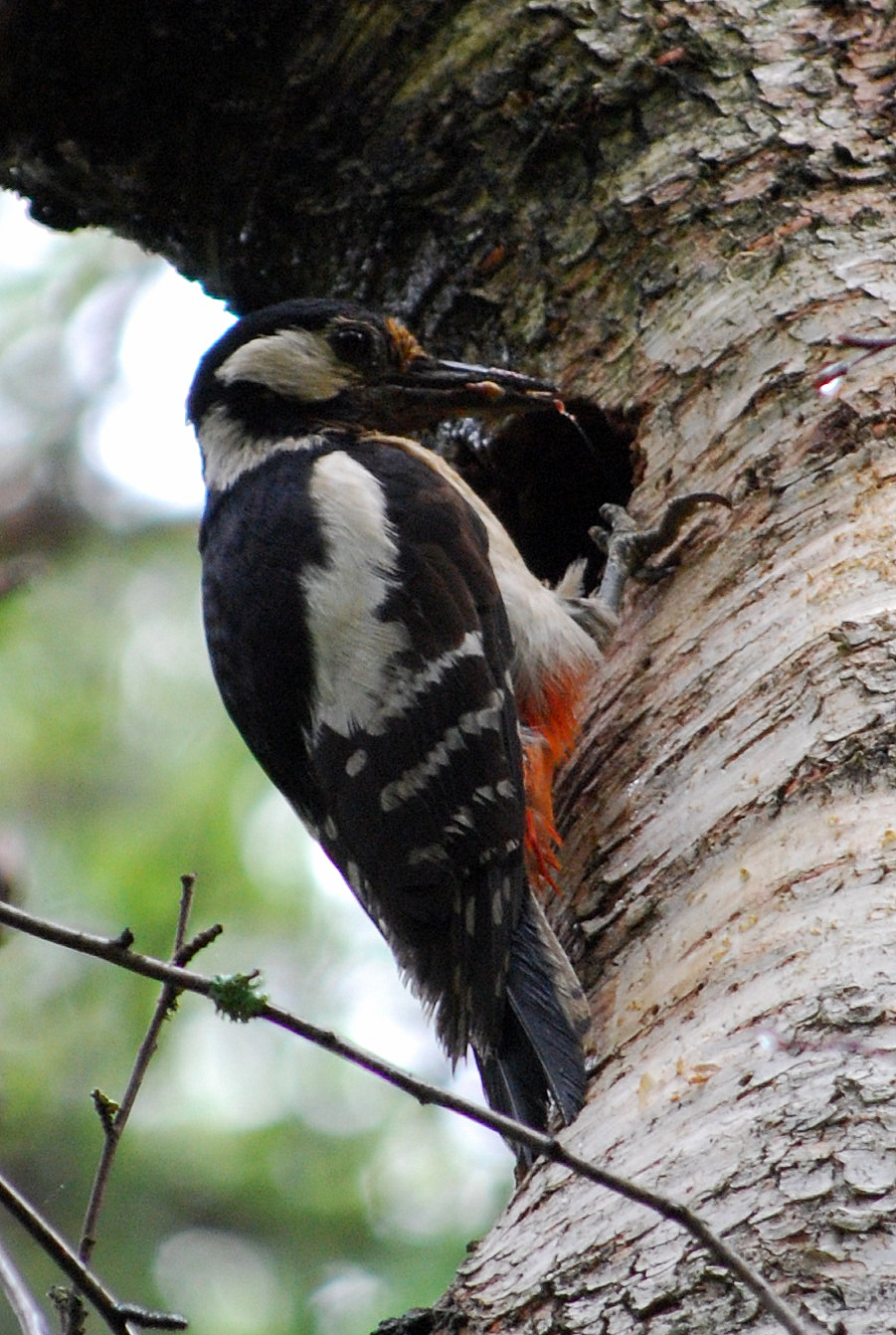
Самка возле дупла

Гнездится до верхней границы леса — в Альпах до 2000 м и выше, в Тунисе свыше 1000 м, в Марокко до 2200 м, в Центральной Азии до 2500 м, в Юго-Восточной Азии до 1800 м, в Мьянме и Японии до 2300 м над уровнем моря. Везде ведёт оседлый образ жизни, однако в отдельные годы при неурожае семян и других кормов может совершать массовые кочёвки (инвазии) в соседние области. При этом численность птиц в пределах одного района может сократиться в несколько раз и восстановиться лишь через несколько лет. Наибольшая склонность к перемещению отмечена у молодых птиц, в то время как старые дятлы стараются не покидать гнездовые участки.

## Размножение
Традиционно считается моногамной птицей, хотя в Японии были зарегистрированы случаи полиандрии. Большинство птиц приступает к размножению в конце первого года жизни. Часть пар после окончания сезона размножения держится вместе до следующей весны, другая распадается, зимует на разных участках леса и на следующий год нередко воссоединяется вновь. Несмотря на различные климатические условия, сроки гнездования не сильно разнятся между северными и южными популяциями: временной промежуток между началом кладки яиц в Африке и Скандинавии составляет порядка двух недель. В средней полосе России первые признаки весеннего возбуждения проявляются в конце февраля — начале марта (в степной зоне с января), крики отдельных самцов можно услышать и значительно раньше — в конце декабря или начале января. До середины марта брачная активность птиц идёт по нарастающей, после чего держится примерно на одном уровне до апреля — середины мая, когда заканчивается образование пар и птицы приступают к постройке гнёзд. Знакомство начинается с объединением кормовых участков самца и самки. Токующие самцы ведут себя очень заметно — агрессивно кричат, барабанят по сухим веткам. Самки также подают голос и перестукиваются, но реже и не так интенсивно. Для дроби часто используются одни и те же деревья с сухими вершинами либо сучьями в верхней части кроны. В брачных играх птицы (большей частью самцы) нередко порхают как бабочки, отдаляясь от своего партнёра с медленными взмахами крыльев, распушённым и приподнятым хвостом, при этом верещат. Усаживаясь на ствол, птица может демонстрировать начатое дупло. Нередки демонстративные преследования одного партнёра другим, при этом самка всегда доминирует над самцом. Брачные полёты нередко заканчиваются спариванием. Оно обычно происходит на горизонтальной ветке в верхней части кроны и сопровождается криками. Продолжительность каждой копуляции — около 6 секунд.

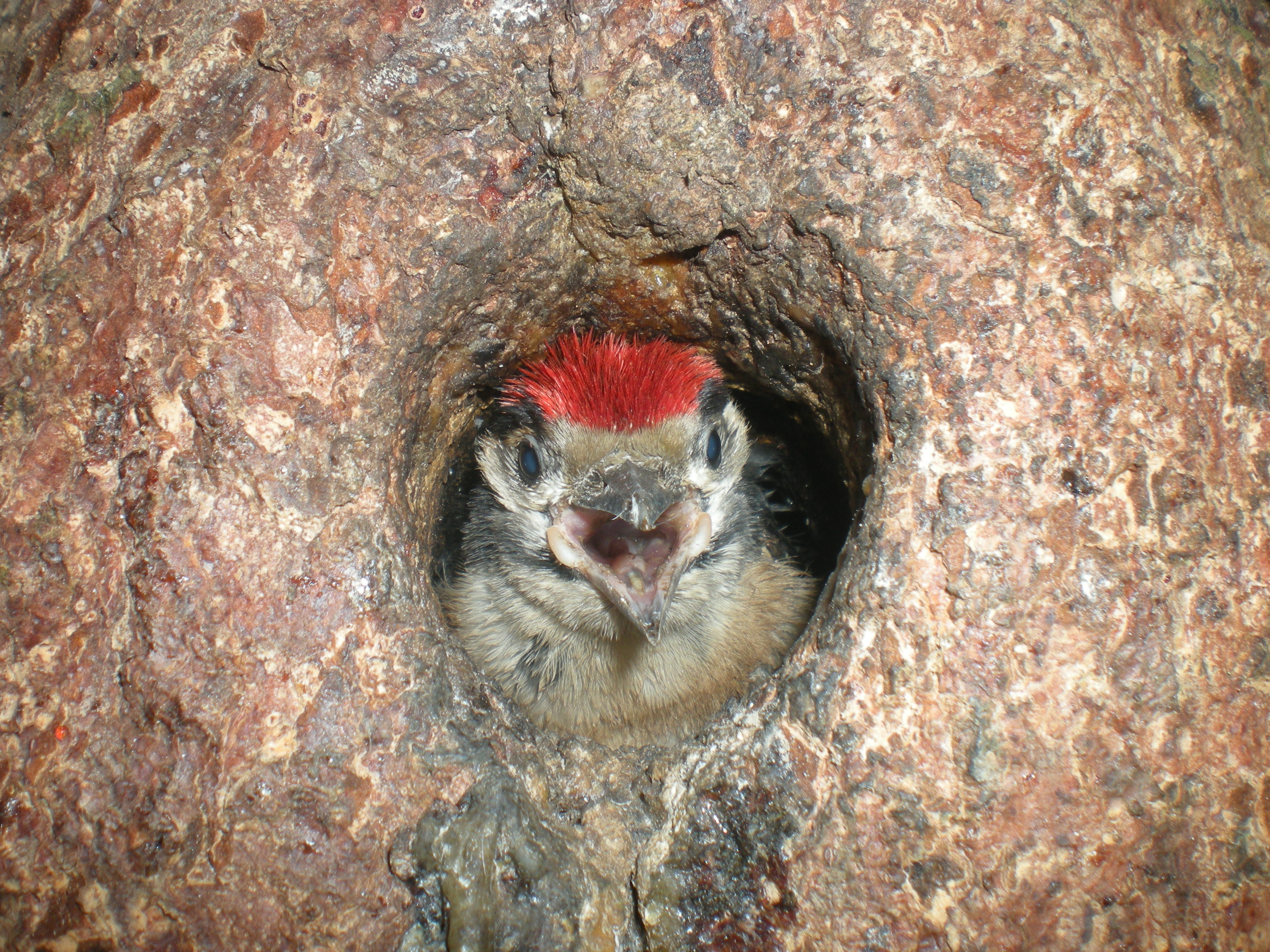
Подросшие птенцы кричат, высунувшись из гнезда

С образованием пары дятлы становятся агрессивны по отношению к другим птицам, особенно токующим. На границе участка, размер которого зависит от плотности поселения, нередки стычки с соседями. Право выбора дерева для гнезда остаётся за самцом. Оно, как правило, имеет мягкую, но не гнилую, древесину — это может быть осина, реже ольха, ещё реже берёза, дуб, липа, сосна, лиственница. Изредка вместо дерева птицы выбирают телеграфный столб либо другое деревянное сооружение. Обычно участок содержит несколько ложных, незавершённых дупел. Их обследование показало, что большая часть была начата и заброшена по причине неудачного выбора места, в частности из-за наличия внутренних суков. В разреженных поселениях дятлы предпочитают каждый год долбить новое дупло, в плотных, как правило, занимают прошлогодние. Дупло чаще всего расположено на высоте до 8 м (известны случаи от 0,3 до 26 м) — в среднем ниже, чем у среднего и белоспинного дятлов, нередко под козырьком из гриба-трутовика. Оно имеет глубину 25—35 см и диаметр 11—12 см. Леток имеет округлую либо слегка овальную форму, его диаметр — 4,5—6 см. Самец долбит по дереву, отщепляя кусочки древесины длиной 2—4 см, самка лишь изредка подменяет его. Вся работа занимает до двух недель, но с учётом недостроенных гнёзд может растянуться на более длительный срок.

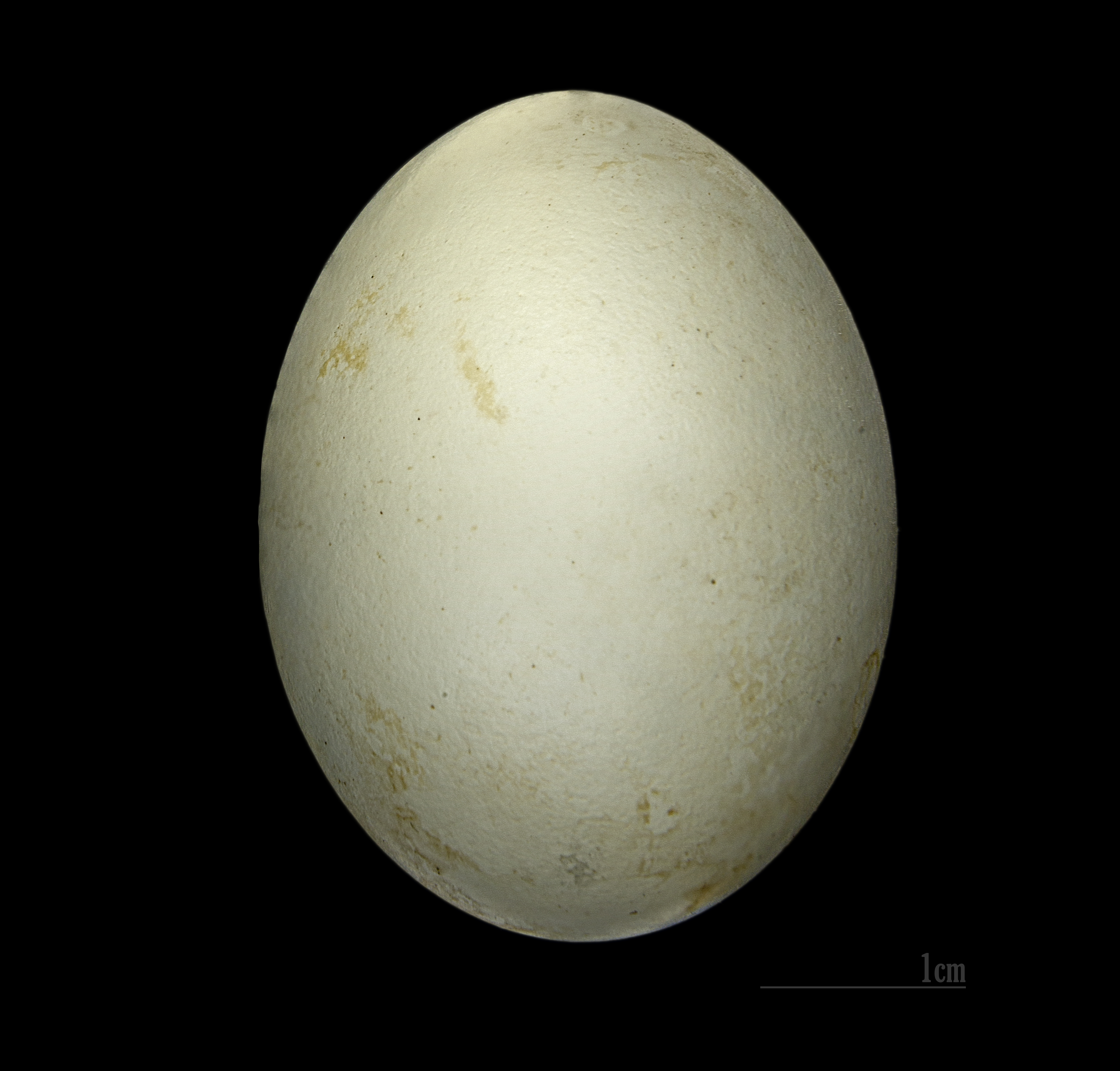
Яйцо большого пёстрого дятла из коллекции Ж. П. Бришамбо, Тулузский музей

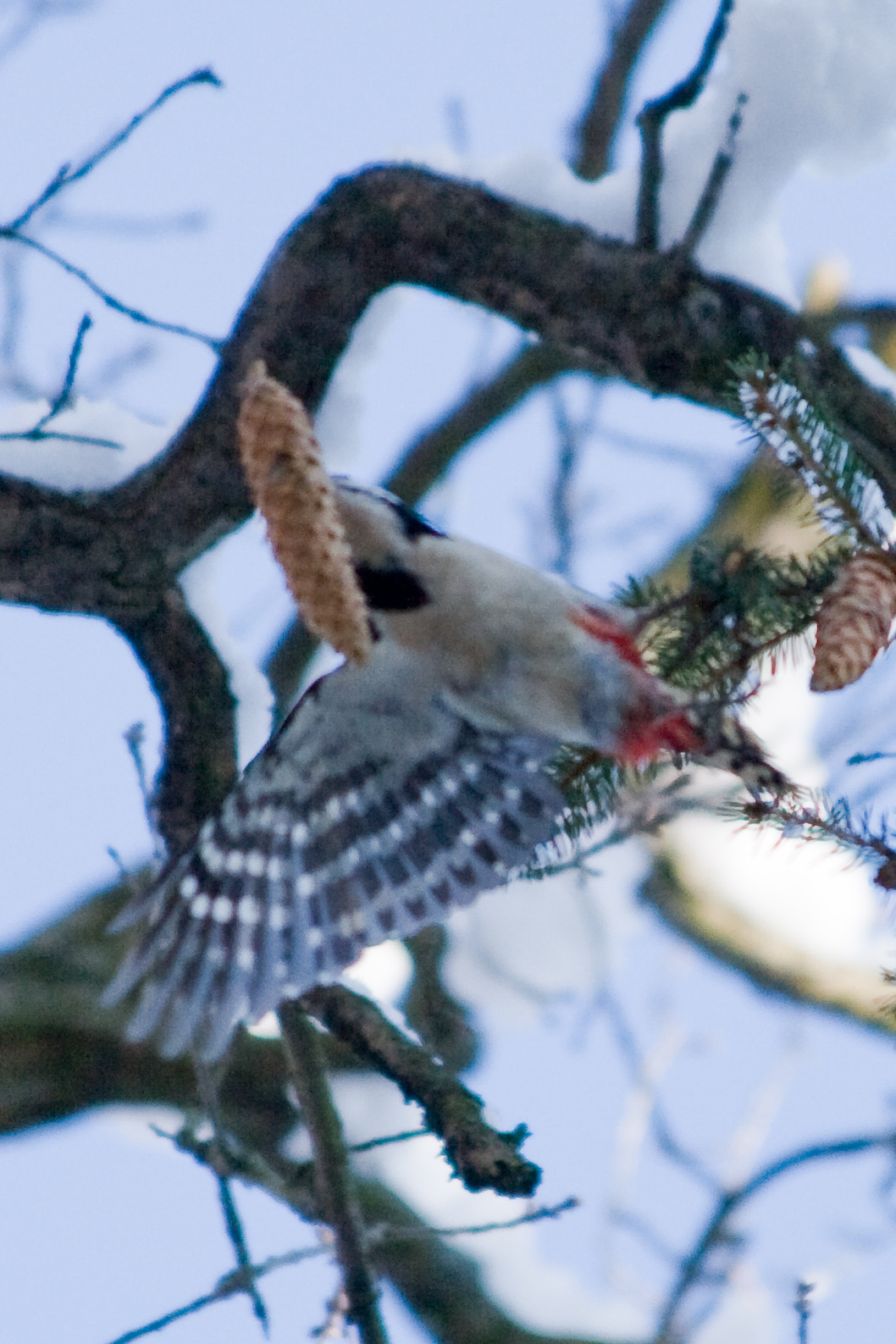
С еловой шишкой в клюве

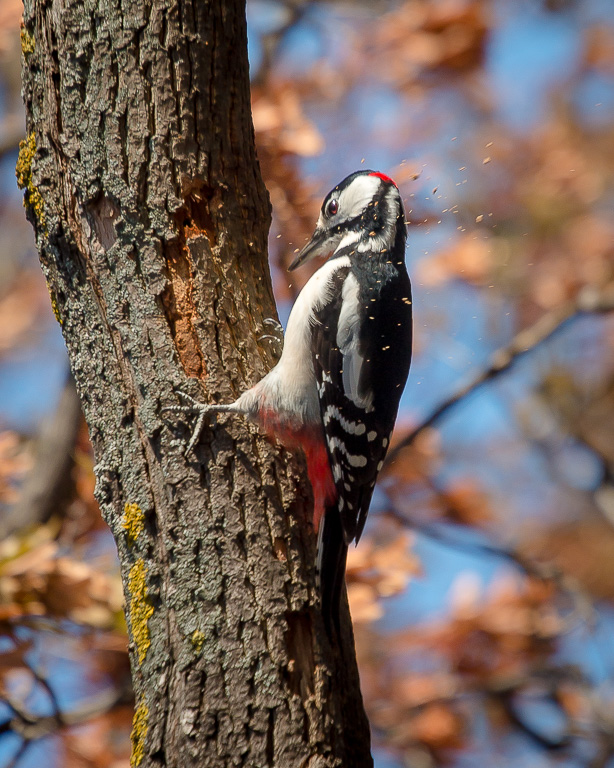
Дятел разбивает кору дерева, чтобы добраться до корма

В конце апреля — начале мая самка откладывает 4—8 (чаще 5—7) блестящих белых яиц. Размеры яиц: 24—30 × 19—24 мм. Насиживают оба члена пары, но больше самец (ночью в гнезде сидит только он). Инкубация длится 12—13 (по другим данным, 10—12) дней. Птенцы вылупляются голые, слепые и беспомощные. Первые дни жизни за пределами дупла их почти не слышно; голодные издают жужжащий скрежет, сытые — гукающие и щёлкающие звуки. С 10-дневного возраста они уже карабкаются к летку, опираясь на пяточные мозоли, и встречают родителей уже у входа. С этого времени их хорошо слышно на расстоянии до 80—100 м от дупла. В выкармливании принимают участие обе взрослые птицы. Родители прилетают к гнезду каждые 2—4 мин., за день делая до 300 кормлений. В гнезде птенцы проводят от 20 до 23 дней, прежде чем приобретают способность к полёту. Затем выводок распадается — часть следует за самцом, другая — за самкой. Научившись летать, птенцы не сразу покидают участок, а ещё 15—20 дней держатся возле гнезда, причём первые 10 дней их подкармливают родители. Средняя продолжительность жизни дятлов составляет около 9 лет, максимально известный возраст в Европе — 12 лет 8 месяцев — был зарегистрирован в Швеции.

## Питание
Выбор кормов самый разнообразный, в зависимости от сезона с уклоном в сторону животной или растительной пищи. Самцы и самки добывают её на разных территориях, часто даже в разных типах леса.

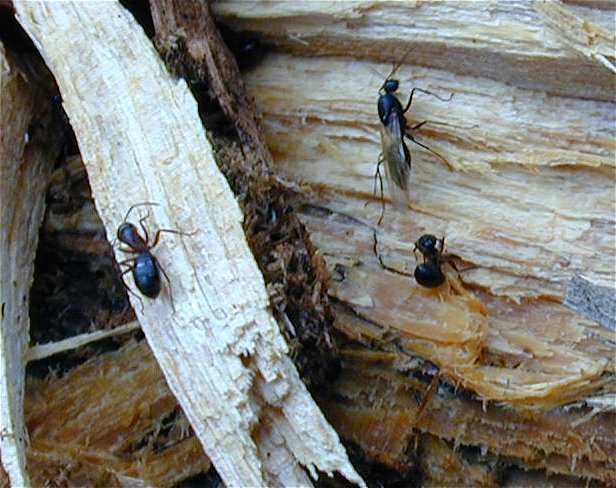
Летом в желудке дятлов находили до 300—500 муравьёв. На снимке — красногрудые муравьи-древоточцы

Весной и летом дятлы в больших количествах поедают различных насекомых и их личинок: жуков, в том числе питающихся древесиной (усачей, короедов, златок, рогачей, листоедов, божьих коровок, долгоносиков, жужелиц), гусениц и имаго бабочек, в том числе мохнатых (древоточцев, стеклянниц, хохлаток, волнянок, пядениц, коконопрядов, боярышницы), рогохвостов, тлю, кокцид. Немалую долю рациона составляют муравьи: лазиусы, формики, муравьи-древоточцы и долиходерусы; в желудках некоторых дятлов орнитологи находили по 300—500 экземпляров этих насекомых. Изредка употребляют в пищу ракообразных и моллюсков. В холодное время года дятлов нередко можно наблюдать возле жилья человека, где они посещают птичьи кормушки либо добывают антропогенный корм (сыр, колбасу и т. п.) на помойках. При случае питаются падалью. Кроме того, отмечены разорения гнёзд мелких певчих птиц, поедания их яиц и птенцов — мухоловки-пеструшки, обыкновенной горихвостки, синиц, зябликов, славок, даже других видов дятлов.
Корм добывают на стволах и на поверхности земли. Птицы могут лазить по боковым веткам, но никогда не опускаются вниз головой. Чаще всего птица садится на нижнюю часть ствола и по спирали прыжками взбирается вверх, делая остановки, осматривая щели и запуская в них свой липкий язык длиной около 40 мм. Обнаружив насекомых, дятел сильными ударами клюва разбивает кору или проделывает в ней воронку глубиной до 10 см, а затем с помощью языка извлекает добычу на поверхность. Поднявшись до высоты 12—16 м, а иногда и выше, дятел перелетает на другое дерево. Птица долбит преимущественно больные и засохшие деревья, поражённые вредителями, и практически не трогает здоровые. Реже, главным образом весной, птицы кормятся насекомыми на земле — разоряют муравейники, долбят валежник и корни дубов и грабов, собирают опавшие плоды.

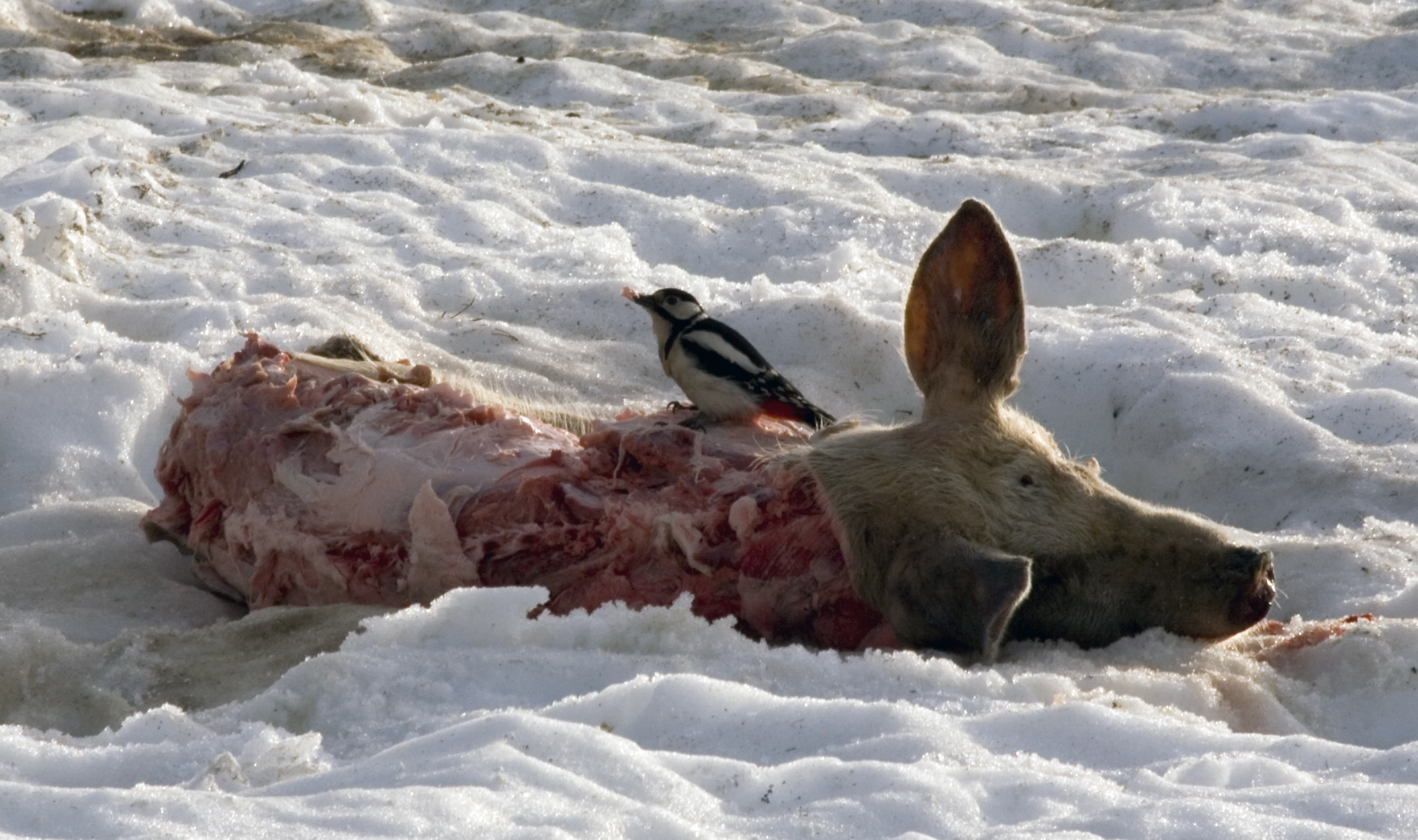
Дятлы при случае питаются падалью

Зимой и осенью преобладают растительные корма, богатые белками — в первую очередь, семена хвойных пород деревьев, орехи и жёлуди. Насекомые в это время — скорее исключение. Характерен способ добычи семян из шишек сосны, ели или лиственницы с помощью так называемой «кузницы». Хотя эта тактика известна и у некоторых других видов пёстрых дятлов, именно у большого пёстрого она наиболее совершенна. Дятел срывает шишку с ветки, относит в клюве и зажимает её в заранее определённой нише-наковальне — естественной щели либо в выдолбленном им самим отверстии в верхней части ствола. Затем птица с силой ударяет по шишке клювом, отщипывает чешуйки и извлекает семена. Территория, занимаемая одним дятлом, может иметь до 57 таких «наковален», однако чаще всего используется только две-четыре. К концу зимы под деревом может скопиться гора чешуек и разбитых шишек; в отдельных случаях находили до 5—7 тыс. штук. Также птицы употребляют в пищу орехи и семена лещины, бука, дуба, граба, миндаля; питаются сосновыми почками и кусочками нежной осиновой коры. Выклёвывает косточки и поедают мякоть крыжовника, смородины, вишни, сливы, малины, можжевельника, крушины и ясеня. Ранней весной, когда насекомых ещё нет, а семена уже закончились, дятлы пробивают кору лиственных деревьев и пьют сок.

## Особенности поведения
Большой пёстрый дятел — достаточно заметная и шумная птица, чаще других дятлов селится возле человека и при случае кормится бросовыми пищевыми остатками. Как правило, он проводит время в одиночку; даже во время насиживания и выведения птенцов самцы и самки часто добывают пищу на разных концах общей территории. Массовые скопления дятлов отмечены лишь в период массовых инвазий номинативного подвида — так, до 10 тыс. кочующих птиц было найдено на финском острове Саари (Säppi) в районе города Пори. В обычных условиях каждая оседлая особь имеет свой индивидуальный кормовой участок. Во внегнездовой период его площадь колеблется от 2 до 25 га в зависимости от типа леса, урожая семян хвойных пород и числа хвойных деревьев, однако чаще всего не выходит за рамки 8—12 га. Во время размножения при большой плотности поселения участки соседних пар могут пересекаться, при этом нередки конфликты между особями одного пола. При появлении чужака птицы могут издавать крики, барабанить, прогонять птицу вверх по стволу, летать над ней, нанося удары крыльями и клювом. Часто физическому контакту предшествует так называемая поза противостояния: птица сидит на вертикальной или горизонтальной поверхности супротив оппонента, перья на голове взъерошены, клюв слегка приоткрыт.
Крупных млекопитающих дятлы не особо опасаются, улетая только в последний момент. При приближении человека ползающая по стволу птица как бы невзначай переползает на противоположную от него сторону, продолжая обследовать неровности коры и изредка выглядывая из-за преграды. Если попробовать обойти дерево, птица снова переместится так, чтобы её не было видно. Лишь при непосредственной близости дятел срывается и с криком перелетает на другое дерево.

## Линька

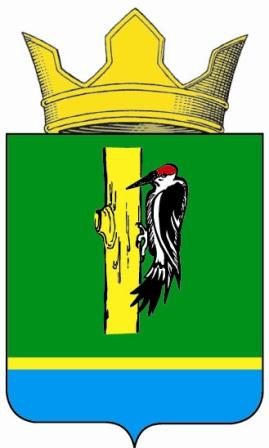
Дятел на гербе Дятловского сельского поселения

Смена перьевого покрова у взрослых птиц один раз в год — с июня по конец октября-начало ноября, самцы линяют несколько раньше самок. Первыми опадают первостепенные маховые в обратном порядке с X по I — этот процесс продолжается у номинативного подвида с середины июня по конец июля, у большей части западно-европейских и кавказских рас с начала июня по середину июля, у подвида hispanus и остальных южных рас начиная с конца мая или первых чисел июня. Во время смены IX и VIII пера начинается замена второстепенных маховых по схеме 8—9—7—1—10—6—2—11—5—3—4. Рулевые сменяются во второй половине лета в порядке 2—3—4—5—1; одновременно с ними идёт замена перьевого покрова остальной части тела. Кроме того, у молодых птиц развита так называемая «постъювенальная линька», которая начинается в 18—20-дневном возрасте, когда птицы сидят в гнезде, и заканчивается через 145—165 дней.

## Враги и паразиты
Имеются скупые сведения о нападении хищников в умеренных широтах. Известно, что на птиц иногда нападают перепелятники, тетеревятники, из наземных — лесная куница и, возможно, горностай. В безлесой местности опасность представляет сапсан — ранее сообщалось, что в тундре Ямала этот сокол почти полностью уничтожил популяцию дятлов, в поисках корма сменивших типичные лесные биотопы на открытые пространства. Гнёзда птиц разоряют обыкновенная белка и соня-полчок, потенциальную опасность представляет рыжая вечерница. Из подготовленного под гнездо дупла птицу может вытеснить обыкновенный скворец. В гнёздах птиц найдены кровососущие насекомые: блохи Ceratophyllus gallinae, Lyctocoris Campestris, Entomobrija marginata и Entomobrija nivalis, пухоеды Menopon pici и Degecriella caudida, двукрылые. На гнездовых птенцов нападают мошки и мокрецы. В ряде областей в ротовой полости птиц был обнаружен полостной клещ Sternostoma hylandi.

## Дятел и человек
На большей части ареала большой пёстрый дятел считается фоновым видом — обычной, многочисленной птицей, которая часто выбирает места рядом с жильём человека и порой ведёт себя демонстративно. Тем не менее, в отличие от зелёного и чёрного дятлов, его название в европейских языках было окончательно сформулировано относительно недавно. В античных источниках лишь упоминалось общее название «дятел» безотносительно к какому-либо виду. Так, в мифах об основателях Рима Ромуле и Реме дятел помогал волчице выкормить брошенных в лесу детей, принося им фрукты и лесные ягоды, и охранял священные для римлян деревья. Известный британский орнитолог и фольклорист Эдвард Армстронг (Edward A. Armstrong) на основании изучения различных мифов и легенд сделал вывод, что в Европе во времена неолита, когда большая часть территории была покрыта лесами, существовал культ дятла. Согласно поверьям, птица вызывала дождь и символизировала плодородие.

## Классификация и подвиды

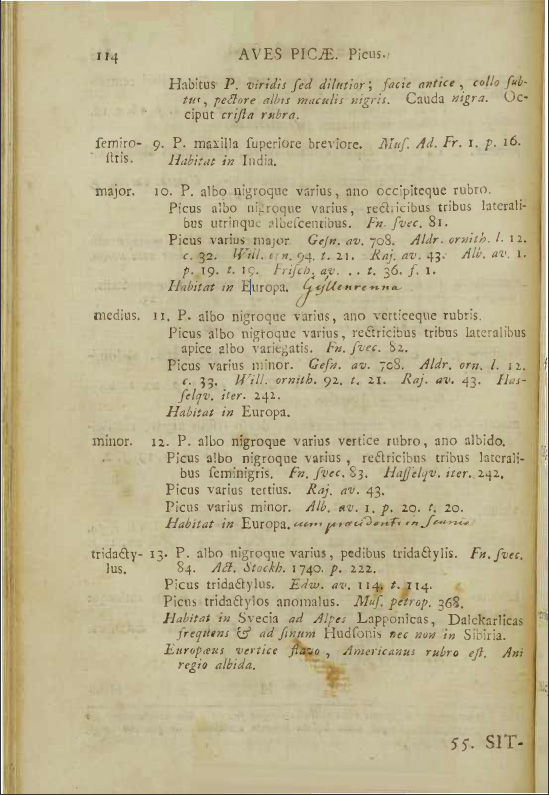
Система природы Карла Линнея, 1758. Первое научное описание большого пёстрого, среднего, малого пёстрого и трёхпалого дятлов

Большой пёстрый дятел относится к роду Пёстрые дятлы (Dendrocopos) семейства дятловых, который включает в себя средней величины дятлов с пёстрым чёрно-белым оперением. Часть систематиков объединяет роды Пёстрые дятлы (Dendrocopos) и Трёхпалые дятлы (Picoides), отдавая предпочтение последнему названию. Наиболее близкими родственниками большого пёстрого дятла считаются сирийский (Dendrocopos syriacus), белокрылый (Dendrocopos leucopterus), тамарисковый (Dendrocopos assimilis) и гималайский (Dendrocopos himalayensis) дятлы — все эти виды выделяют в общую группу, имеющую ранг надвида. Первое научное описание большого пёстрого дятла появилось в 10-м издании «Системы природы» Карла Линнея; основоположник современной систематики присвоил ему имя Picus major. Современное название появилось после того, как немецкий энтомолог и систематик Карл Людвиг Кох (Carl Ludwig Koch) в 1816 году в работе System der Baierischen Zoologie разделил зелёных и пёстрых дятлов, последних обозначив как Dendrocopos. Это название происходит от двух древнегреческих слов — др.-греч. δένδρον (дерево) и κόπος (удар). Видовое название major в буквальном переводе с латинского означает «бо́льший».
«Путеводитель по птицам мира» (Handbook of the birds of the world) перечисляет 14 подвидов большого пёстрого дятла:
- D. m. major (Linnaeus, 1758) — Скандинавия и север европейской части России к югу до северной Польши, районов Львова и города Днепр, низовьев Дона, дельты Волги, в долине Урала до 49-й параллели. Номинативный подвид.
- D. m. brevirostris (Reichenbach, 1854) — Сибирь к востоку до низовьев Амура, Маньчжурии и побережья Охотского моря, к югу до южного и центрального Тянь-Шаня, Монголии. Сходство с номинативной формой, в сравнении с которой несколько крупнее, имеет более белое брюхо и насыщенные красные тона в подхвостье.
- D. m. kamtschaticus (Dybowski, 1883) — Камчатка, северное побережье Охотского моря. Имеет сходство с двумя предыдущими формами. Брюхо очень светлое (самый светлый подвид), очень большие белые поля на лопатках, внешние рулевые белые с редкими белыми пятнышками.
- D. m. pinetorum (C. L. Brehm, 1831) — Великобритания, Франция, Центральная Европа к востоку до Волги, к югу до Италии, Балканского полуострова, Малой Азии, Крыма и Большого Кавказа. Немного мельче номинативного, имеет более длинный и узкий клюв, низ с розоватым или сероватым оттенком.
- D. m. hispanus (Schlüter, 1908) — Пиренейский полуостров. Темнее, чем pinetorum. Имеет сходство с harterti, от которого отличается более кремовым оттенком брюха и более светлым оперением на щеках. Изредка имеет розоватый налёт на груди.
- D. m. harterti Arrigoni, 1902 — острова Сардиния и Корсика. Крупнее, чем pinetorum. Брюхо более тёмное, с тёмно-красным подхвостьем и меньшим развитием белого на крыльях.
- D. m. canariensis (König, 1889) — остров Тенерифе. Похож на harterti, но подхвостье оранжево-красное; больше чёрного на внешней части хвоста; светлые пятна на крыльях менее охристые; бока светлые, контрастные на фоне очень тёмного брюха.
- D. m. thanneri le Roi, 1911 — остров Гран-Канария. Сходство с canariensis. Большая часть птиц имеет более светлый коричневый низ, белые поля на боках заходят на грудь.
- D. m. mauritanus (C. L. Brehm, 1855) — Марокко. Похож на hispanus, отличается от него меньшими размерами и обычно более светлым низом. Часто имеет красные отметины на груди.
- D. m. numidus (Malherbe, 1843) — северные Алжир и Тунис. В сравнении с mauritanus крупнее, имеет на груди чёрную поперечную полосу, на которой с разной интенсивностью развиты красные пестрины. Низ обычно желтоватый; красный цвет на подхвостье насыщенный, частично заходит на брюхо.
- D. m. poelzami (Bogdanov, 1879) — Талышские горы и прилежащие части Ленкоранской низменности, Северный Иран. Мельче pinetorum. В сравнении с ним клюв в среднем длиннее (и заметно длиннее, чем у major и brevirostris).
- D. m. japonicus (Seebohm, 1883) — Центральная и Восточная Маньчжурия к востоку до Сахалина и Курильских островов, к югу до Кореи. Японские острова Хоккайдо, Хонсю и Цусима. Верх более тёмный, чем у brevirostris, клюв тоньше. Меньшее развитие белого на плечах и хвосте, но большее на маховых. Брюхо также темнее, причём градиент тёмного увеличивается с севера на юг.
- D. m. cabanisi (Malherbe, 1854) — Южная Маньчжурия к югу до восточной Мьянмы, северного Лаоса, северного Вьетнама (северо-запад Бакбо), юго-восточного Китая, острова Хайнань. Низ очень тёмный охристо-коричневый. Верх тоже очень тёмный.
- D. m. stresemanni (Rensch, 1924) — Центральный Китай (восточный Цинхай, Ганьсу, Шэньси, Сычуань) к югу до юго-восточного Тибета, Северо-Восточной Индии, западной и северной Мьянмы, Юньнаня. Ещё темнее чем cabanisi, низ почти шоколадный.

Международный союз орнитологов выделяет 24 подвида.